# Meester van de gebedenboeken omstreeks 1500

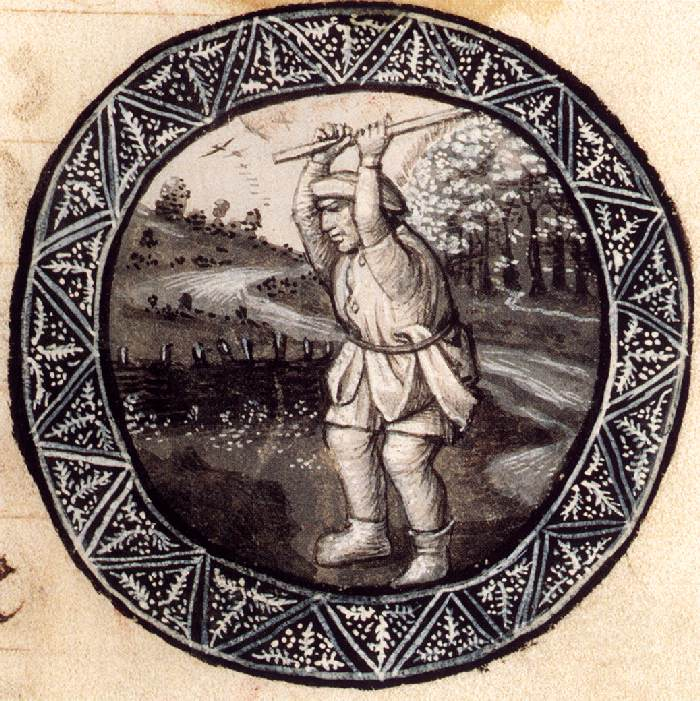
Medaillon uit de kalender van het getijdenboek van Philips de Goede, Gebedenboekmeester

De  Meester van de Gebedenboeken omstreeks 1500 was de noodnaam voor een anoniem miniaturist die op het einde van de 15e eeuw werkzaam was in Brugge of Gent. Toen de naam in 1915 werd toegekend werd het vrij beperkte gekende oeuvre als vrij middelmatig beschouwd, maar met hetgeen sedertdien aan het corpus is toegevoegd blijkt dat de meester ook bijdragen leverde voor rijk geïllustreerde handschriften en werkte voor belangrijke opdrachtgevers zoals onder meer Isabella van Castilië, Hendrik VII en Engelbrecht II van Nassau. Hij werkte trouwens samen met belangrijke miniaturisten zoals Gerard David, Gerard Horenbout, Simon Bening en de Meester van het gebedenboek van Dresden. Hij was actief tussen 1485 en 1520.
De gebedenboekmeester is ondertussen bekend voor zijn bijdragen aan profane handschriften met zeer narratieve miniaturen over de dagelijkse activiteiten, zowel aan het hof als bij het gewone volk. Een prachtig voorbeeld hiervan zijn de 92 miniaturen in een exemplaar van de Roman de la Rose van Guillaume de Lorris and Jean de Meung uit omstreeks 1500, bewaard in de British Library als Harley 4425, dat hij maakte voor Engelbrecht II van Nassau. Een ander voorbeeld is de Holkham Vergilius, die besteld werd door Jan Crabbe de bibliofiele abt van de Ter duinen abdij in Koksijde in 1473 maar 20 jaar later in opdracht van de familie De Baenst werd verlucht met twee volblad miniaturen door de gebedenboekmeester.
De meester werkte ook mee aan de Spinola getijden en verzorgde een aantal miniaturen (ff. 89, 137, 188, 210) in de Poems; Art d'amour; Les demandes d'amour; Le livre dit grace entiere sur le fait du gouvernement d'un prince van Charles, duc d’Orléans en de Pseudo-Heloise, bewaard in de British Library als Royal 16 F II, dat gemaakt werd voor Edward IV. Hij werkte ook mee aan het bekende La Flora-getijdenboek, bewaard in Napels, samen met Marmion, de Dresdener meester en de Maximiliaan-Meester.